# Vchynice
Vchynice är en ort i Tjeckien.   Den ligger i regionen Ústí nad Labem, i den nordvästra delen av landet, 50 km nordväst om huvudstaden Prag. Vchynice ligger 199 meter över havet och antalet invånare är 317.
Terrängen runt Vchynice är kuperad åt nordväst, men åt sydost är den platt.Runt Vchynice är det ganska tätbefolkat, med 56 invånare per kvadratkilometer. Närmaste större samhälle är Ústí nad Labem, 16,7 km norr om Vchynice. Trakten runt Vchynice består till största delen av jordbruksmark.